# Grobišče slovenskih skladateljev
Grobišče slovenskih skladateljev je skupen grob skupine slovenskih skladateljev na ljubljanskih Žalah. Leta 1936 ga je zasnoval arhitekt Ivo Spinčič, financirala pa Glasbena matica Ljubljana. Po 2. svetovni vojni je bilo grobišče poklonjeno državi, danes pa z njim upravlja Društvo slovenskih skladateljev. Leta 2005 sta ga DSS in Glasbena matica Ljubljana v celoti obnovili. Pod starim macesnom je sicer najbolj viden poprsni kip Davorina Jenka, ki je bil pokopan prvi, sledili pa so mu:
- Emil Adamič († 1936)
- Matej Hubad († 1937)
- Zorko Prelovec († 1939)
- Slavko Osterc († 1941)
- Ferdo Juvanec († 1941)
- Mirko Polič († 1951)
- Marij Kogoj († 1956)
- Anton Lajovic († 1960)
- Vasilij Mirk († 1962)
- Ferdo Juvanec mlajši († 1978)
- Danilo Švara († 1981)